# Rachelle Viinberg
Rachelle Viinberg, född den 30 april 1979 i Nanaimo i Kanada, är en kanadensisk roddare.
Hon tog OS-silver i åtta med styrman i samband med de olympiska roddtävlingarna 2012 i London.